# Eckart Früh
Eckart Erich Früh (* 3. Februar 1942 in Barnewitz im Havelland; † 25. März 2014 in Wien) war ein in Deutschland gebürtiger österreichischer Literaturhistoriker und Archivar.
Früh betreute über viele Jahre das berühmte Tagblatt-Archiv in der Arbeiterkammer Wien und später in der Wiener Stadt- und Landesbibliothek. Darüber hinaus verfasste Früh zahlreiche Publikationen zur Literatur- und Zeitgeschichte, vor allem zur österreichischen Literatur des 20. Jahrhunderts. Von 1997 bis 2006 gab er im Eigenverlag die bibliografische Reihe Spuren und Überbleibsel: Bio-bibliographische Blätter (1.1997–64.2006) heraus. Früh gilt als einer der besten Kenner der Schriften von Karl Kraus, er hat aber unter anderem auch gemeinsam mit Klaus Amann einen Sammelband zu Michael Guttenbrunner ediert. Er hat ebenfalls mit Ursula Seeber und Deborah Vietor-Engländer zwei Bände der Schriften von Hermynia Zur Mühlen, Vierzehn Nothelfer und andere Romane aus dem Exil, Nebenglück. Ausgewählte Erzählungen und Feuilletons, 2 Bde. herausgegeben (Peter Lang Verlag Bern Reihe Exil-Dokumente, Bd. 5 und Bd. 6, 2002).
Früh wurde am Friedhof der Feuerhalle Simmering bestattet (Abteilung 5, Gruppe 9, Nummer 201).